# Климан
Климан (фр. Clumanc) насеље је и општина у Француској у региону Прованса-Алпи-Азурна обала, у департману Горњопровансалски Алпи која припада префектури Дињ ле Бен.
По подацима из 2011. године у општини је живело 188 становника, а густина насељености је износила 3,5 становника/km². Општина се простире на површини од 53,68 km². Налази се на средњој надморској висини од 800 метара (максималној 1.703 m, а минималној 773 m).

## Демографија
| 1962. | 1968. | 1975. | 1982. | 1990. | 1999. | 2011. |
| ----- | ----- | ----- | ----- | ----- | ----- | ----- |
| 155   | 177   | 135   | 137   | 156   | 154   | 188   |

График промене броја становника у току последњих година